# Idioma bodo
El idioma bodo o boro es un idioma tibetano-birmano que es hablada por los bodos al nordeste de India y Nepal. El idioma es uno de los oficiales en el estado indio de Assam, y es uno de los 22 idiomas programados para gozar de estatuto especial en la constitución de la India.